# 10 ствари које мрзим код тебе
10 ствари које мрзим код тебе (енгл. 10 Things I Hate About You) америчка је тинејџерска романтична комедија редитеља Џила Џангера, која представља модернизацију Шекспировог комада Укроћена горопад.

## Улоге
| Глумац             | Улога              |
| ------------------ | ------------------ |
| Хит Леџер          | Патрик Верона      |
| Џулија Стајлс      | Катарина Стратфорд |
| Џозеф Гордон-Левит | Камерон Џејмс      |
| Лариса Олејник     | Бјанка Стратфорд   |
| Дејвид Крамхолц    | Мајкл Екман        |
| Ендру Киган        | Џои Донер          |
| Лари Милер         | Волтер Стратфорд   |
| Сузан Меј Прат     | Мендела            |
| Габријел Јунион    | Честити Черч       |
| Дерил Мичел        | господин Морган    |
| Алисон Џени        | госпођа Перки      |
| Дејвид Лижер       | господин Чапин     |